# Husbåd
En husbåd er en flydende indretning, bygning, der bruges til beboelse på samme sted i en længere periode.
Husbåden er en almindelig boligform alle steder på jorden, hvor sø, flod eller hav indbyder til det eller er den eneste mulighed.
En husbåd var tidligere ikke en fast ejendom, hvorfor der gjaldt der helt andre lovregler end dem en ejendomsmælger er vant til at arbejde med. En husbåd var i stedet omfattet af købeloven, da den betragtedes som "løsøre", fordi den kunne bevæge sig på eller gennem vandet.
I dag kan husbåde som udgangspunkt betragtes som fast ejendom, når disse er forankret til en fast plads og forbundet med forsyningsledninger.